# 百事公司
百事公司（英語：PepsiCo Inc.，台灣舊譯百事可公司）是知名跨國企業集團，總部位於美國威斯特徹斯特郡，於1965年由百事可樂公司與世界最大休閒食品製造銷售商菲多利合併而成，現在為纳斯达克上市公司，股票代號PEP （页面存档备份，存于）。

## 併購與分拆
百事公司於1977年併購肯德基、必勝客和塔可鐘餐廳；但後來為了鞏固飲品業務，將三間餐廳分離出去，成為一家獨立的上市公司百勝。
2001年，百事公司以134億美元收購了桂格公司，並同時將開特力收歸旗下，成為全球非碳酸飲料行業的龍頭老大，佔據了非碳酸飲料25％的市場份額。截止2008年，百事公司共有18個品牌年銷售額在10億美元以上，總銷售額超過430億美元，覆蓋全球200多個國家。
2009年8月6日，百事公司以78億美元收購旗下北美2大瓶裝廠百事瓶裝集團和百事美國，合併後的公司將被命名為百事裝瓶北美公司（A）。
2011年11月4日，百事旗下全資子公司將把其在中國24家裝瓶廠間接持有的72%的股權全部轉讓給康師傅控股，以換取其在康師傅飲品（康師傅在中國的飲料業務的控股公司）的9.5%直接權益。將獲授發行期權，以按全面攤薄基準將其於康師傅飲品控股的間接權益增至20%。交易完成後，公司及分別持有康師傅飲品90.5%及9.5%股權；另之前於中國持有的罐裝資產，現時為康師傅飲品控股持有。
2012年5月1日，百事公司成為合作伙伴，簽訂10年合約，百事公司為旗下逾3000間餐廳獨家供應百事非酒精類飲品。
2016年11月22日，百事公司斥資5億美元收購美國益生菌飲料品牌。
2018年5月26日，百事公司收購水果和蔬菜零食生產商，以擴大公司健康食品供應，交易條款未予披露，但引述消息人士報道，至少涉及2億美元（約15.6億港元），交易完成後，會維持獨立運作。
2018年8月20日，百事公司斥資32億美元現金收購家用汽水機生產商SodaStream。
2019年7月19日，百事公司以每股現金110南非蘭特（7.94美元）現金，斥資17億美元收購南非食品包裝公司所有已發行股票，的品牌包括穀物，果汁及麵包和等品牌。
2019年7月26日，百事公司以每股1.8港元向中國天然健康食品公司五谷磨房原大股東購入5.66506億股普通股（相當於已發股本約25.844%），交易完成後，百事將成為五谷磨房第二大股東，涉及金額為10.2億港元（約1.31億美元）。
2025年3月18日，百事公司以19.5亿美元（折合人民币141亿元）收购美国市场上快速增长的益生元汽水品牌poppi，其中包括3亿美元的预期现金税收优惠，净收购价格为16.5亿美元（折合人民币119亿元）。

## 旗下資產
- 百事國際集團
- 百事美國（英语：PepsiAmericas）
- 百事瓶裝集團（英语：Pepsi Bottling Group）
- 百勝餐飲集團
- 桂格食品和飲料公司
- Amacoco
- 卡樂比20%股權
- 康師傅飲品9.5%股權
- 五谷磨房25.84%股權
- SodaStream
- 南非Pioneer Food Group
- 杭州赫姆斯食品有限公司(百草味)

## 旗下品牌
- 桂格
- 纯果乐果汁
- 果繽紛
- FritoLay
- 乐事洋芋片
- 波樂洋芋片
- 多樂脆
- 立体脆
- 奇多
- Cracker Jack
- 多力多滋
- 佳得樂
- 百事可樂
- 百事可樂Light
- 激浪
- 七喜
- 美年達
- 開特力
- 立顿即饮茶饮料（百事與聯合利華合資，成立百事立頓國際公司，雙方各佔50%的股份）
- 纯水乐礦泉水(Aquafina)
- 星巴克瓶装星冰乐咖啡饮料
- 都樂
- 新益代清爽豆飲
- Kero Coco
- Trop Coco
- O.N.E盒裝純椰子水
- IZZE有氣果汁
- bubly微笑趣泡氣泡水
- 红岩洋芋片（red rock deli）

## 總代理
- 台灣統一企業、味丹企業、台灣百事食品
- 香港匯泉國際
- 日本三得利
- 馬來西亞合成實業
- 韩国樂天七星飲料株式會社
- 菲律賓樂天七星飲料株式會社30.14%股權
- 印度Varun Beverages

2010年9月16日國浩集團以總代價39億披索（6.85億港元／1,184亿韩圆）出售其全部於Pepsi Cola Products Philippines已發行資本30.14%權益給樂天七星飲料株式會社，其他股东包括Quaker Global Investment B.V.持股29.84%，而其他股份由个人投资者持有。
2011年11月4日百事旗下全資子公司FEB將把其在華24家裝瓶廠間接持有的72%的股權全部轉讓給康師傅控股，以換取其在康師傅飲品控股（康師傅在中國的飲料業務的控股公司）的9.5%直接權益。FEB將獲授發行期權，以按全面攤薄基準將其於康師傅飲品控股的間接權益增至20%。

## 外部連結
- 官方網址 （英文）
- 首页 | PepsiCo.com.cn （页面存档备份，存于）
- 英文雅虎 （页面存档备份，存于）